# Коломиєць Анатоль Іванович
Анатоль Іванович Коломи́єць (англ. Anatole Kolomayets’; 12 лютого 1927, Іванівка — 2014) — український художник  ; заслужений художник України з 13 лютого 2007 року. Брат поета Юрія Коломийця.

## Життєпис
Народився 12 лютого 1927 року в селі Іванівці (нині Полтавський район Полтавської області, Україна). В еміграції з 1941 року: з 1944 року мешкав у Німеччині, з 1947 року працював на копальнях Бельгії. Навчався у Льєжі: протягом 1947—1952 років — в Інституті мистецтва імені святого Луки, де здобув ступінь бакалавра; у 1952—1953 роках — у Королівській академії мистецтв, де здобув ступінь магістра.
З 1953 року — у Сполучених Штатах Америки, де осів у Чикаго. 1954 року став співзасновником української молодіжної мистецької групи «Моноліт». Працював дизайнером фірми «Newman Studio»; у 1960—1990 роках — розробником реклами для газет «Chicago Sun-Times», «Tribune».
Помер у 2014 році.

## Творчість
Працював у галузях станкового (писав пейзажі, портрети, натюрморти) і монументального живопису, станкової графіки, іконопису. Використовував техніки — олія, акварель, пастель, монотипія. Серед живописних робіт:
- «Пієта» (1955);
- «Вставайте, мамо» (1960–1970-ті);
- «Емігрант» (1960–1970-ті);
- «Червона хустина» (1965);
- «У пошуках хліба» (1970);
- «Натюрморт із синім чайником» (1970);
- «Відлуння» (1970);
- «Монах у молитві» (1971);
- «Материнство» (1972);
- «Бронзова сова» (1973);
- «Натюрморт із фруктами» (1974);
- «Опіка» (1974; 1988);
- «Рибний базар» (1975; 1988);
- «Ностальгія» (1975);
- «Скитський орел» (1975);
- «Адам і Єва» (1976);
- «Легінь» (1976);
- «Минула слава» (1976);
- «Чорна мадонна» (1978);
- «Молода» (1978);
- «Дівчина з Полтави» (1978);
- «Українська дівчина» (1978);
- «Бандуристка» (1979);
- «Дівчина зі Скитії» (1979);
- «Розмова птахів» (1980);
- «Воїн» (1982);
- «Гуцул» (1982);
- «Мати з дитиною» (1983);
- «Голод в Україні 1932—1933» (1986);
- «Синій птах» (1988);
- «Портрет Чорнобиля» (1988);
- «Козак-бандурист» (1988);
- «Самотність» (1988);
- «Кобзар» (1989);
- «Богоуклінна» (1989);
- «Мати-захисниця» (1989);
- «Чумак» (1991);
- «Декларація незалежності України» (1992);
- «Молоді музиканти» (1994);
- «Втеча від страху» (1995);
- «Закохані» (1995);
- «Жінка і сонце» (1998);
- «Сіяч щастя» (2001);
- «Материнство» (2001);
- «Фауна» (2001);
- «Гуцульська пара» (2002);
- «Віолончеліст» (2002);
- «Подорож у невідоме» (2003);
- «Аргентинський карнавал» (2004).

Розмалював низку церков у Мілвокі, церкву святих Петра і Павла в Чикаго.
Брав участь у художніх виставках у США, Канаді з кінця 1950-х років. Мав понад тридцять персональних виставок, зокрема у Чикаго у 1959—1960, 1965, 1968, 1970, 1978, 1993, 1998, 2003, 2011—2012 роках, Нью-Йорку у 1987 році, Києві у 1991, 2007 роках, Вашингтоні у 1995 році.
Картини художника знаходяться в галереях та приватних колекціях Аргентини, Австралії, Бельгії, Канади, Великої Британії, Франції, США та України.